# 2026年ダカールユースオリンピック
2026年ダカールユースオリンピック（2026ねんダカールユースオリンピック）は、2026年10月31日から11月13日までセネガルのダカールで開催される予定の第4回夏季ユースオリンピック。ダカール2026（Dakar 2026、Ndakaaru 2026）と呼称される。オリンピックイベントがアフリカで開催されるのは初である。
開催都市は2018年10月にアルゼンチンのブエノスアイレスで開催の第133次IOC総会で決定した。
当初、大会の開催は2022年を予定していたが、2014年12月の第127次IOC総会において開催時期を2023年に延期する決定が行われ、この大会以降のユースオリンピックはすべて、オリンピック大会が開催されない奇数年に実施することも決議された。しかし、2018年2月に大韓民国の平昌郡で開催された第132次IOC総会にて、大会の開催を2022年に戻すことになった。さらに新型コロナウイルス感染症（COVID-19）の世界的流行の影響を受け、2020年7月15日、開催を2026年に延期することが決定された。これにより、ダカールユースオリンピックはユースオリンピック史上初の延期となり、4年丸ごと延期した史上類を見ないオリンピックとなった。

## 開催都市
- ダカール（セネガル）